# Stefan Pfannmöller
Stefan Pfannmöller (Halle an der Saale, Saxónia-Anhalt, 4 de dezembro de 1980) é um ex-canoísta alemão especialista em provas de velocidade.

## Carreira
Foi vencedor da medalha de bronze em slalom C-1 em Atenas 2004.